# USA Badminton Walk of Fame
Der USA Badminton Walk of Fame ist eine Stätte zur Ehrung US-amerikanischer Badmintonspieler sowie von Persönlichkeiten des Badmintonsports im ehrenamtlichen Bereich, Mäzenen und anderer Personen, die durch Leistung, Fairplay und Miteinander Vorbild in dieser Sportart in den USA geworden sind. Ursprünglich wurde der Walk of Fame als US Badminton Hall of Fame 1956 gegründet und bis 1998 fortgeführt. 2003 wandelte man die virtuelle Hall of Fame in einen physischen Walk of Fame, welcher am 25. April 2003 eröffnet wurde und sich vor dem Orange County Badminton Club in 1432 N. Main Strett in Orange, Kalifornien, befindet. Das Monument am dortigen Platz wurde im August 2006 installiert.

## Mitglieder des USA Badminton Walk of Fame
| Aufnahmejahr | Name                |
| ------------ | ------------------- |
| 1956         | Joe Alston          |
| 1956         | David G. Freeman    |
| 1956         | Thelma Kingsbury    |
| 1956         | Walter R. Kramer    |
| 1956         | Ethel Marshall      |
| 1956         | Wynn Rogers         |
| 1956         | Bertha Barkhuff     |
| 1957         | Richard Yeager      |
| 1957         | Hamilton Law        |
| 1958         | Evelyn Boldrick     |
| 1958         | Zoe Smith           |
| 1959         | Helen Gibson        |
| 1960         | Janet Wright        |
| 1961         | Tim M. Royce        |
| 1962         | Donald Richardson   |
| 1963         | Judy Devlin         |
| 1965         | Margaret Varner     |
| 1966         | Loma Smith          |
| 1967         | Marten Mendez       |
| 1968         | Lois Alston         |
| 1969         | Beatrice Massman    |
| 1970         | Jim Poole           |
| 1971         | Helen Tibbetts      |
| 1972         | Carl Loveday        |
| 1973         | Don Paup            |
| 1974         | Dick Mitchell       |
| 1976         | Sue Peard           |
| 1977         | Chester Goss        |
| 1977         | Wayne Schell        |
| 1977         | Bob Williams        |
| 1978         | Charles Newhall     |
| 1981         | Pam Bristol Brady   |
| 1988         | Judianne Kelly      |
| 1991         | Gary Higgins        |
| 1992         | Mike Walker         |
| 1993         | Thomas Carmichael   |
| 1994         | Dorothy O’Neil      |
| 1995         | Bruce Pontow        |
| 2003         | Tyna Barinaga       |
| 2003         | Taylor Caffery      |
| 2003         | Chris Jogis         |
| 2003         | Chris Kinard        |
| 2003         | Cheryl Carton       |
| 2004         | Kenneth Davidson    |
| 2004         | Linda French        |
| 2004         | Stan Hales          |
| 2004         | Patricia Stephens   |
| 2005         | Benny Lee           |
| 2006         | John Britton        |
| 2006         | Mary Ann Bowles     |
| 2008         | Diane Hales         |
| 2008         | Paisan Rangsikitpho |